# Dorische Ordnung

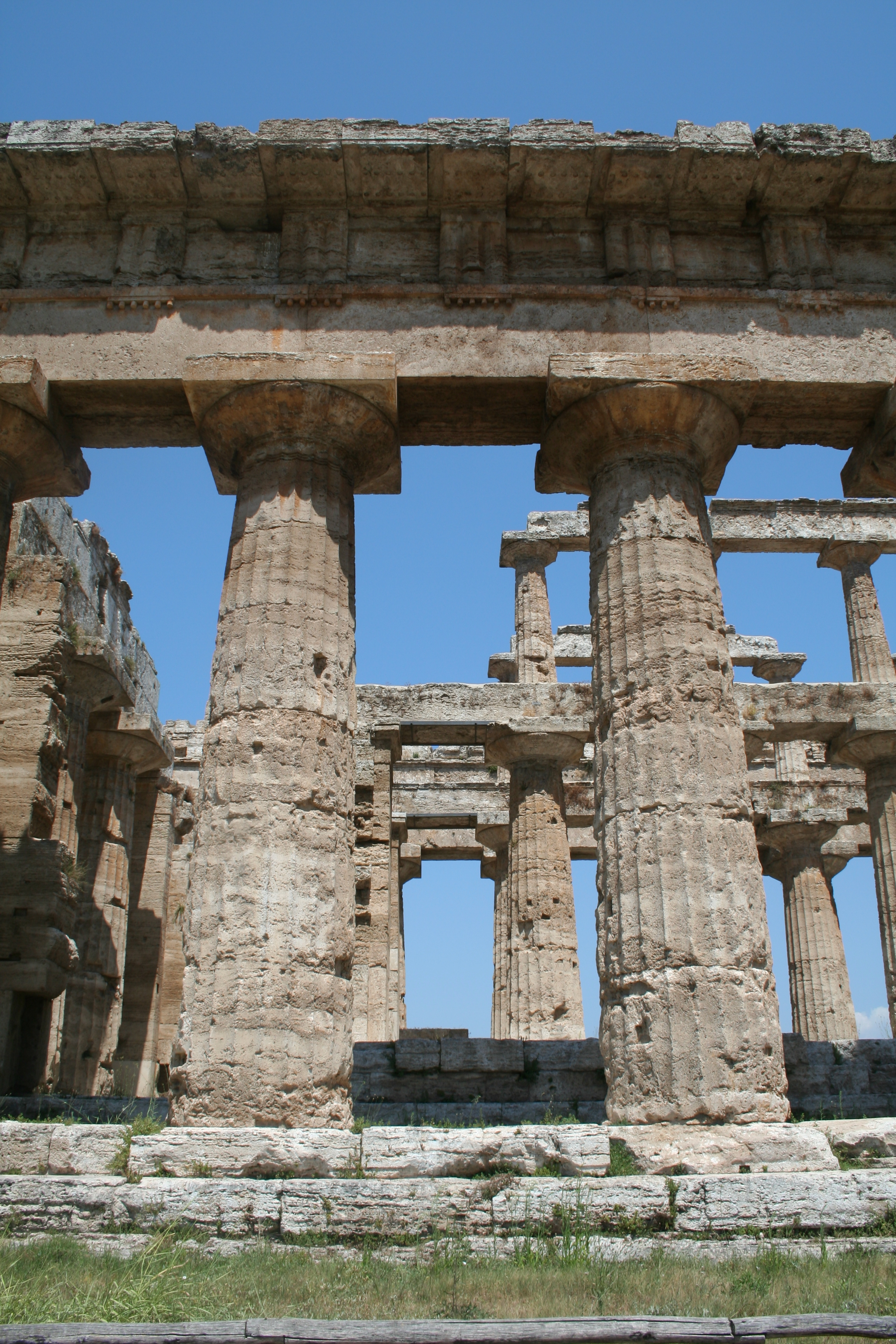
Poseidontempel in Paestum (Foto: 2008)

Die dorische Ordnung ist eine der fünf klassischen Säulenordnungen. In der Hierarchie der Ordnungen steht sie zwischen der toskanischen und der ionischen Ordnung.

## Historische Entwicklung
Die Anfänge der dorischen Ordnung lassen sich in Griechenland bis ins 7. Jahrhundert v. Chr. zurückverfolgen. Sie war hauptsächlich auf dem griechischen Festland und in Großgriechenland verbreitet, war aber auch im restlichen dorischen Siedlungsgebiet, insbesondere Rhodos anzutreffen. Die Bezeichnung dorische Ordnung geht auf die Dorer, einen der griechischen Volksstämme, zurück, in deren Siedlungsgebiet – großen Teilen der Peloponnes, auf Rhodos, Kreta und Teilen Kleinasiens – der Baustil hauptsächlich entwickelt wurde. Zugleich betont die Begriffsbildung den Gegensatz zur zweiten bedeutenden Bauordnung der Griechen, der ionischen. Im Verlauf des 6. Jahrhunderts v. Chr. wurde der Formenapparat der dorischen Ordnung bis zur Vollendung entwickelt. Dieser zeichnete sich durch strenge, klar strukturierte Bauglieder und Formen aus. Die der dorischen Ordnung eigentümliche Strenge, die sich durch das Ausscheiden ursprünglich vorhandener ‚ionischer‘ Elemente in Form von Wellenprofilen und ähnlichem äußerte, wurde bereits in der römischen Architekturtheorie mit den konstruktiven Notwendigkeiten des Holzbaues begründet. Zierende Elemente konnten leicht als Nagelköpfe, Stirnbretter und Ähnliches interpretiert werden. Mit der Berufung auf konstruktive Vorgaben der Holzbautradition sicherte man den Formkanon, bewahrte man die dorische Ordnung vor einer Weiterentwicklung, die über reine Proportionsveränderungen hinausging. Nachgewiesen sind Bedingtheit durch den Holzbau und der Zusammenhang mit diesem hingegen nur in den seltensten Fällen und keineswegs für alle Bauglieder.
Im Verlauf ihrer Entwicklung hat die dorische Ordnung nur wenige Wandlungen erfahren, am kanonischen Regelwerk wurde nur gefeilt. Die für Holzsäulen und sehr frühe Steinbauten anfangs noch nachgewiesenen Steinbasen der recht schlanken Säulen verschwanden, während die Säulen gleichzeitig ungeheuer gedrungen wurden. Die Anzahl der Kanneluren einer Säule, die zunächst zwischen 16 und 20 schwanken konnte, wurde geradezu verbindlich auf zwanzig festgelegt. Allerdings konnte in hellenistischer Zeit die Kannelierung auch ganz aufgegeben werden oder zugunsten einer reinen Facettierung wegfallen. Die Schwellung des Säulenschaftes, die Entasis, ursprünglich dominierender optischer Effekt dorischer Säulen, verschwand im Laufe der Entwicklung gänzlich. Der sich aus der Monumentalisierung der Architektur ergebende Konflikt des dorischen Frieses wurde durch ein festgelegtes Repertoire an Lösungsmöglichkeiten ausgeglichen. Große Freiheit hatte man anfangs auch noch bei der Gestaltung der Mutuli des dorischen Geisons. Nicht nur dass es Lösungen mit alternierend großen und kleinen Mutuli gab wie am älteren Porostempel der Aphaia auf Ägina oder Tempel C in Selinunt. Auch die Anzahl der Guttae auf den Mutulus-Platten, die später regelmäßig in 3 Reihen à 6 Guttae angeordnet waren, konnte in der Frühzeit der dorischen Ordnung mit zweireihigen Spielarten unterschiedlicher Guttaezahlen variieren. Dies galt genauso für die Guttae der Regulae, deren Anzahl erst in der zweiten Hälfte des 6. Jahrhunderts v. Chr. verbindlich auf sechs festgelegt wurde, Anfang des Jahrhunderts aber auch nur vier betragen konnte. Wie so oft stellt sich die dorische Ordnung in Großgriechenland auch am Geison wieder einmal als besonders experimentierfreudig dar. Neben den beschriebenen kanonischen Geisa mit Mutuli konnten hier bis in den Hellenismus hinein auch Kassettenfelder oder reiche Abfolgen von Wellenprofilen, Kymatien, die Unterseite des Geisons zieren.
Insgesamt führte die Entwicklung zu einer Streckung der Proportionen. Die einst gedrungenen Säulen unter mächtigem Gebälk wichen mehr und mehr schlank emporstrebenden Ausführungen. Die flach gedrückten, wulstigen Kapitelle streckten sich. Das Verhältnis Säulenhöhe zu unterem Säulendurchmesser verschob sich ebenso drastisch wie das Verhältnis Säulenhöhe zu Gebälk. Alles wurde leichter, die Säulenabstände wurden lichter. In der Folge konnte ab dem späten 4. Jahrhundert v. Chr. auch der Triglyphenfries, dessen Triglyphen stets über einer Säulenachse und einem Säulenzwischenraum, dem Interkolumnium, saßen, neu rhythmisiert werden, indem zwei Triglyphen über einem Interkolumnium untergebracht wurden. Als Konsequenz saß dann gegen alle frühere Gewohnheit eine Metope in der Mitte des Interkolumniums. Allerdings waren derlei Erscheinungen auf Klein- und Hallenarchitekturen, auf Propyla und ähnliches beschränkt, im Tempelbau blieb das alte Triglyphon verbindlich. Mit der Verschlankung der Proportionen wuchs die Beliebtheit der dorischen Ordnung, die vermehrt auch in Kleinasien und im ptolemäischen Ägypten anzutreffen war. Zugleich drangen vermehrt ionische Elemente in die Gestaltung „dorischer“ Architekturen ein. So konnten in der Kyrenaika dorische Säulen mit ionischen Basen versehen werden. Weiter verbreitet ist die Einfügung des Zahnschnittes in das dorische Gebälk, etwa am Gymnasion in Kos. Die Bereicherung der dorischen Ordnung umfasste auch die Triglyphen, die als vortretende Reliefs mit Dreifüßen, Opferschalen oder ähnlichem anstelle der Schlitze gearbeitet wurden, etwa an den Kleinen Propyläen von Eleusis oder an einem Werkstück auf Samos, dort zusätzlich von einem dominierenden ionischen Eierstab bekrönt.
Der römischen Architektur blieb die reine dorische Ordnung hingegen fremd, wenn auch einzelne Elemente wie das Triglyphon Eingang in die italische und römische Architektur gefunden haben.

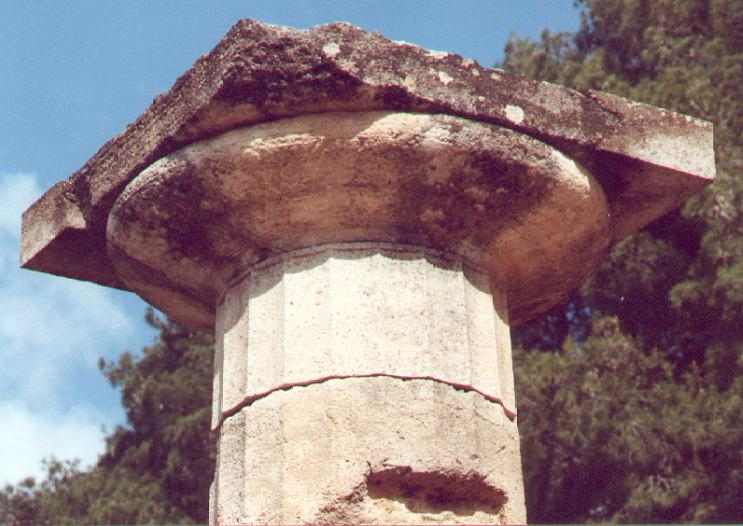
Dorisches Kapitell vom Heraion in Olympia
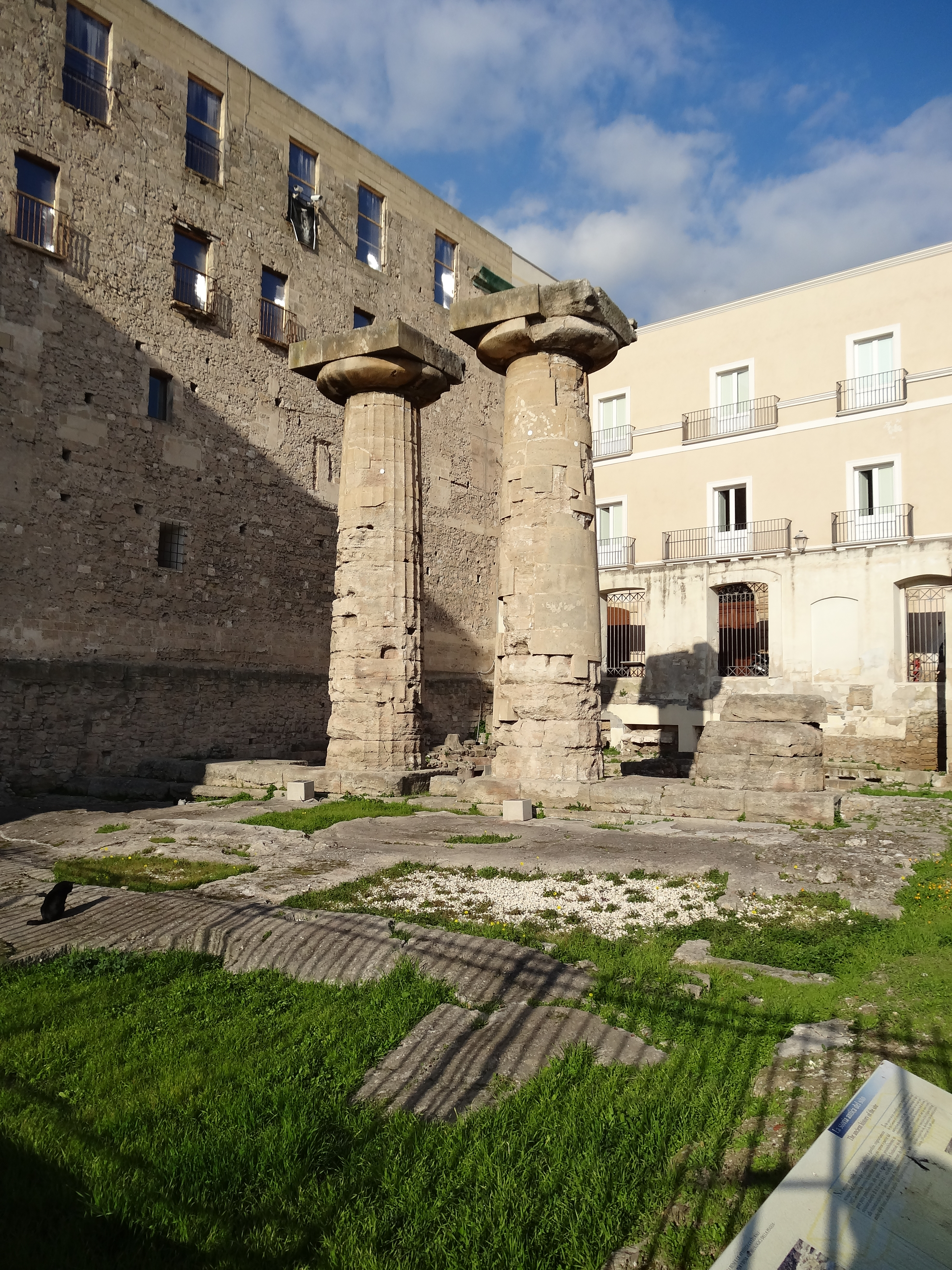
Reste eines Tempels in Tarent
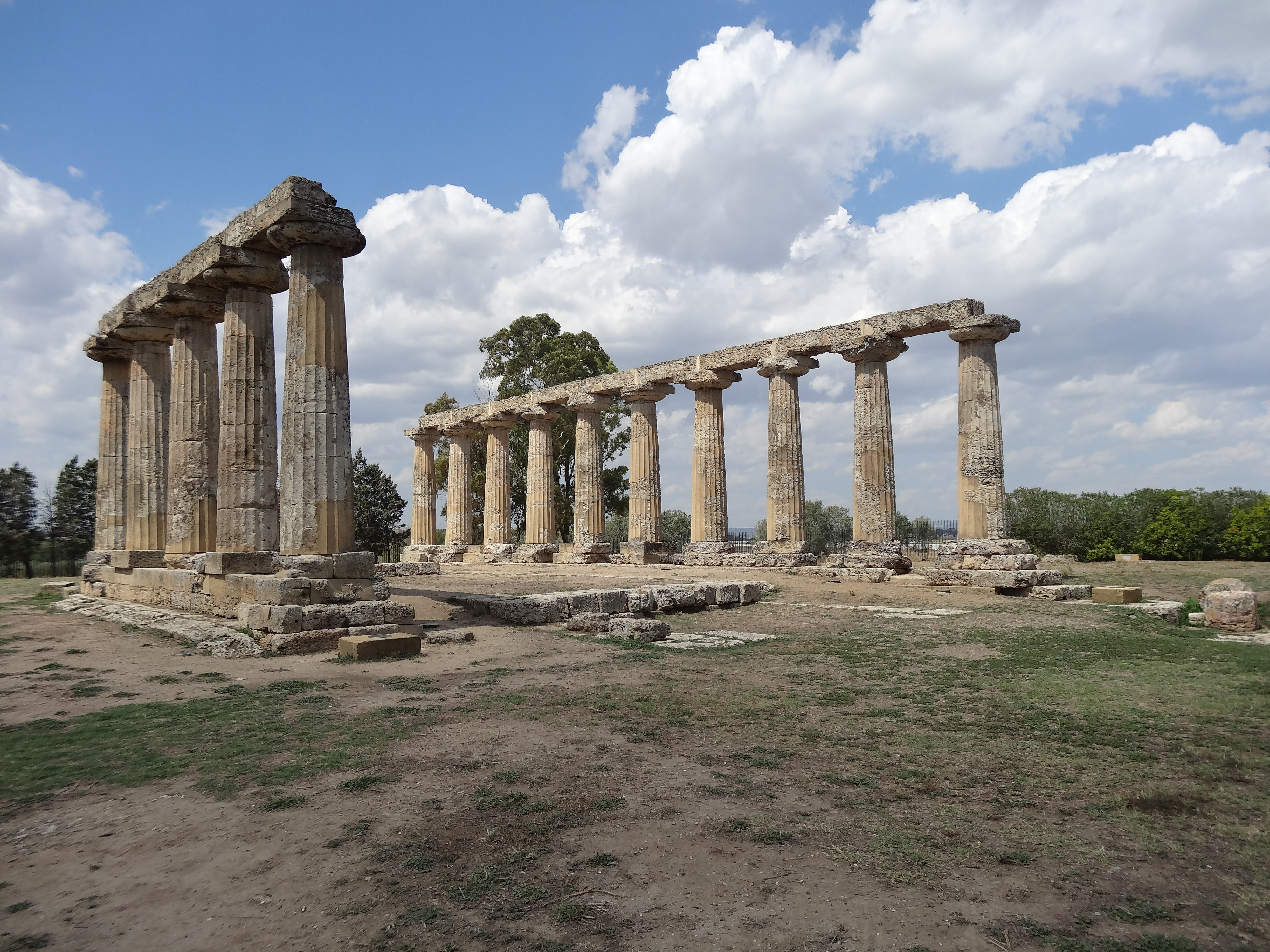
Heratempel in Metapont
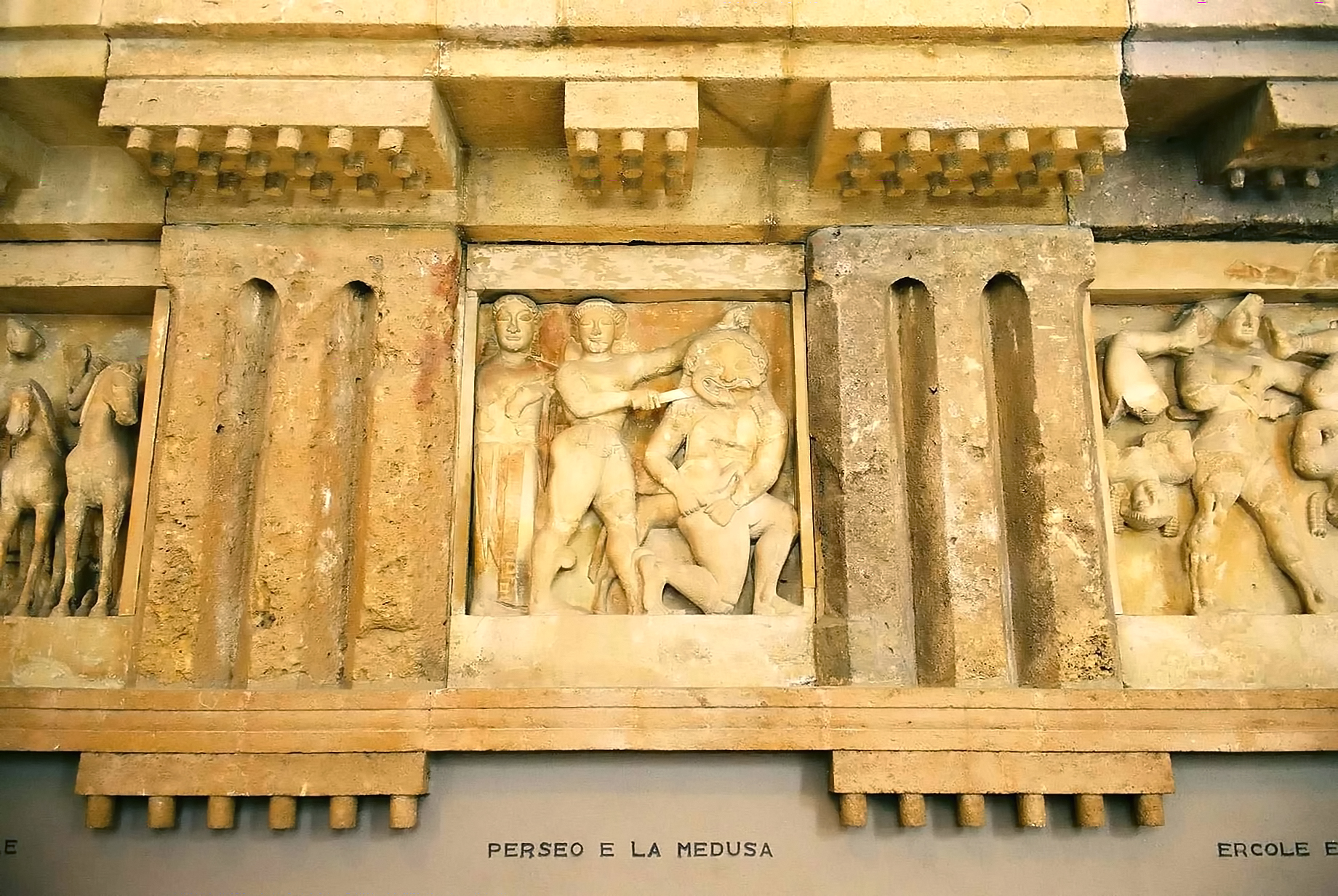
Triglyphen, Metopen und Mutuli vom Tempel C in Selinunt

## Aufbau der dorischen Ordnung

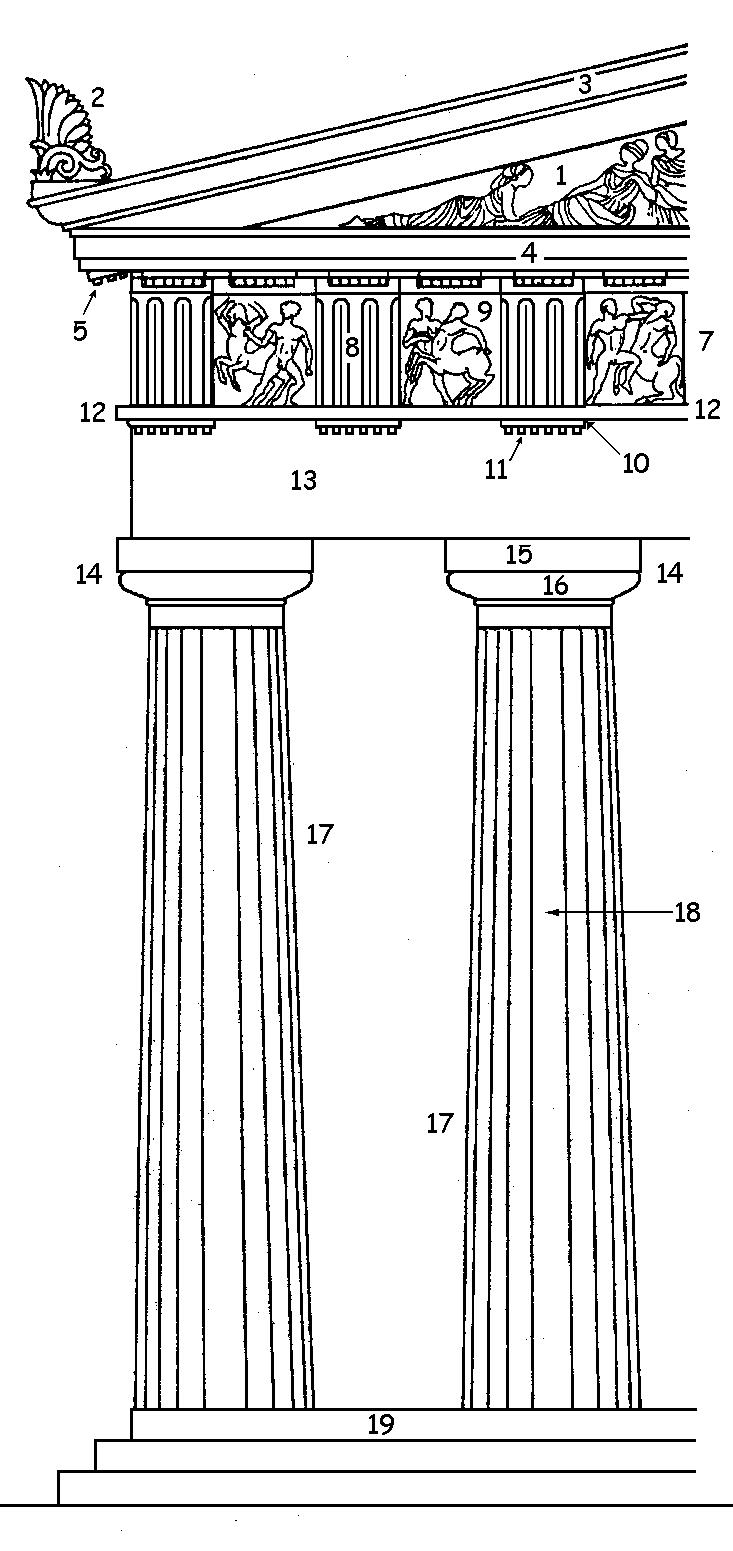
Aufbau der dorischen Ordnung
1 Tympanon, 2 Akroter, 3 Sima, 4 Geison, 5 Mutulus, 7 Triglyphenfries, 8 Triglyphe, 9 Metope, 10 Regula, 11 Gutta, 12 Taenia, 13 Architrav, 14 Kapitell, 15 Abakus, 16 Echinus, 17 Säule, 18 Kannelure, 19 Stylobat

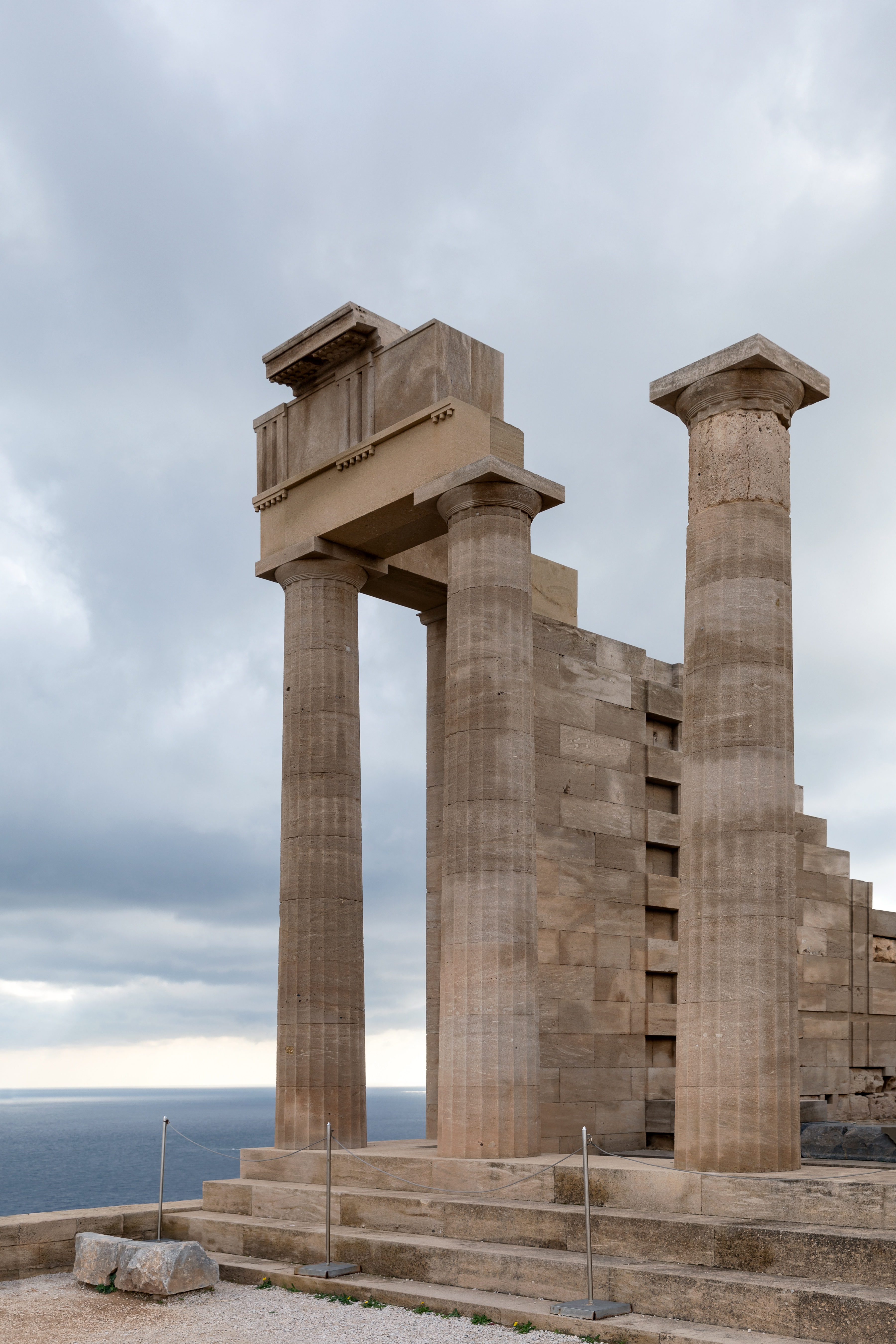
Athene-Tempel der Akropolis von Lindos (Foto: 2019)

### Sockel
Fundament und Sockel eines Gebäudes dorischer Ordnung bestehen aus dem Stereobat (Gründung) und der Krepis (Stufenunterbau). Das Fundament lagert hauptsächlich im Boden und ist nur an der geglätteten und halb freiliegenden obersten Schicht, der Euthynterie, sichtbar. Dem Fundament folgt die Krepis mit ihren drei Stufen. Die oberste Stufe wird als Stylobat bezeichnet und dient als Unterlage für die aufstrebenden Säulen.

### Säule
Die dorische Säule steht mit ihrem Schaft unmittelbar auf dem Stylobat. Im Gegensatz zu den Säulen aller anderen Ordnungen kommt sie ohne Basis aus.
Die Säule verjüngt sich nach oben in einer mehr oder weniger ausladenden Schwellung, die als Entasis bezeichnet wird, die aber nie den unteren Durchmesser der Säule an Ausladung übertrifft. Die Säulen sind meist mit 20 vertikal verlaufenden flachrunden Vertiefungen, den Kanneluren, versehen, die mit scharfem Grat aneinander stoßen. In der Frühzeit waren auch Säulen mit 16 bis 18 Kanneluren durchaus geläufig. Am oberen Ende des Säulenschaftes bezeichnen bis zu drei horizontale Kerben den Übergang zum Säulenhals, das Hypotrachelion.
Der Säulenhals ist meist dem Kapitell angearbeitet. Es besteht aus dem unteren Teil, dem Echinus, der in früher Zeit wulstförmig ausladend, ab dem 4. Jahrhundert v. Chr. zunehmend als Kegelstumpf geformt ist, und der quadratischen Deckplatte, dem Abakus. Am Übergang von Säulenhals zu Kapitell finden sich außerdem drei Ringe, die Anuli, die das Kapitell vom Säulenschaft sichtbar absetzen. In der Frühzeit, am Anfang des 6. Jahrhunderts v. Chr., besaßen die Kapitellansätze auch noch blattverzierte Ringe aus Bronze oder Stein, um den abrupten Übergang von Säulenschaft zu Echinus zu mildern.

### Gebälk
Das Gebälk ist im Wesentlichen zweigeteilt in Architrav, auch Epistyl genannt, aus glatten Steinbalken und einen Fries, der mit Triglyphen und Metopen verziert ist. Darüber folgen Geison und Sima, die den Übergang zum Dach einleiten.
Auf den Kapitellen lasten die schweren Architrave, die sich über das Joch, den Abstand zwischen den Säulenachsen, spannen und die darüberliegenden Bauglieder tragen. Den oberen Abschluss des Architravs bildet eine schmale Leiste, die Taenia, an deren Unterseite in regelmäßigen, auf den folgenden Fries bezogene kurze Leisten, die Regulae folgen. Sechs kubische oder zylindrische Stifte, Guttae, gern als Nagelköpfe gedeutet, zieren die Unterseite einer Regula. Auf den Architrav folgt der dorische Fries, der auch Triglyphenfries oder Triglyphon genannt wird. Er besteht aus einer gleichmäßigen Abfolge von Triglyphen und Metopen. Während die Triglyphen immer gleich aus einer flachen Platte mit zwei kompletten und zwei halben vertikalen Vertiefungen an den Seiten bestehen, konnten die zwischen die Triglyphen eingeschobenen Metopen entweder glatt gearbeitet und bemalt gewesen sein oder als Träger von Reliefschmuck dienen. Die Anordnung des Triglyphenfrieses bezieht sich in der Regel auf den Säulenabstand, so dass über jeder Säule und über jedem Interkolumnium, dem lichten Abstand zweier Säulen, eine Triglyphe angeordnet war. Der hierdurch vorgegebene Rhythmus überträgt sich auch auf weitere Elemente des Gebäudes wie die erwähnten Regulae und die Zierplatten des Geisons.
Auf den Triglyphenfries folgt das Dach, das mit dem horizontal verlaufenden Geison weit über die darunterliegenden Bauglieder herausragt. An der Unterseite des Geisons hängen die Mutuli, flache Platten, die je drei mal sechs Guttae aufweisen. Auch hier dominiert die Struktur der dorischen Ordnung: Jeder Triglyphe und jeder Metope ist jeweils ein Mutulus zugeordnet. Gegenüber den Regulae hat sich die Abfolge der sich wiederholenden Elemente damit verdoppelt. Je zwei Mutuli werden durch eine Aussparung, die sogenannte Via, voneinander getrennt. Das Giebeldreieck der Stirnseiten wird vom horizontalen Geison und den ansteigenden Schräggeisa gerahmt, die das zurückgesetzte und bei aufwendigen Bauten mit figürlichem Schmuck ausgestattete Giebelfeld, das Tympanon, einfassen. Die Sima, die Traufleiste des griechischen Daches, ist nach außen hochgewölbt und sitzt sowohl auf dem Geison der Langseiten als auch auf den Schräggeisa der Giebelseiten. Sie kann mit Rankenfriesen, Anthemien oder geometrischen Ornamenten verziert sein. An den Langseiten ist die Sima durch Öffnungen unterbrochen, damit das Regenwasser vom Dach ablaufen kann. Waren diese Öffnungen anfänglich nur einfache Rohre, so wurden sie später oft durch Löwenköpfe als Wasserspeier gegliedert. Im Idealfall nahmen die Wasserspeier die das ganze Gebäude von unten nach oben durchziehende vertikale Gliederung ein letztes Mal auf. Der abschließende First, vor allem aber auch die Giebelecken trugen meist figürlichen, pflanzlichen oder ornamentalen Schmuck, die Akrotere.

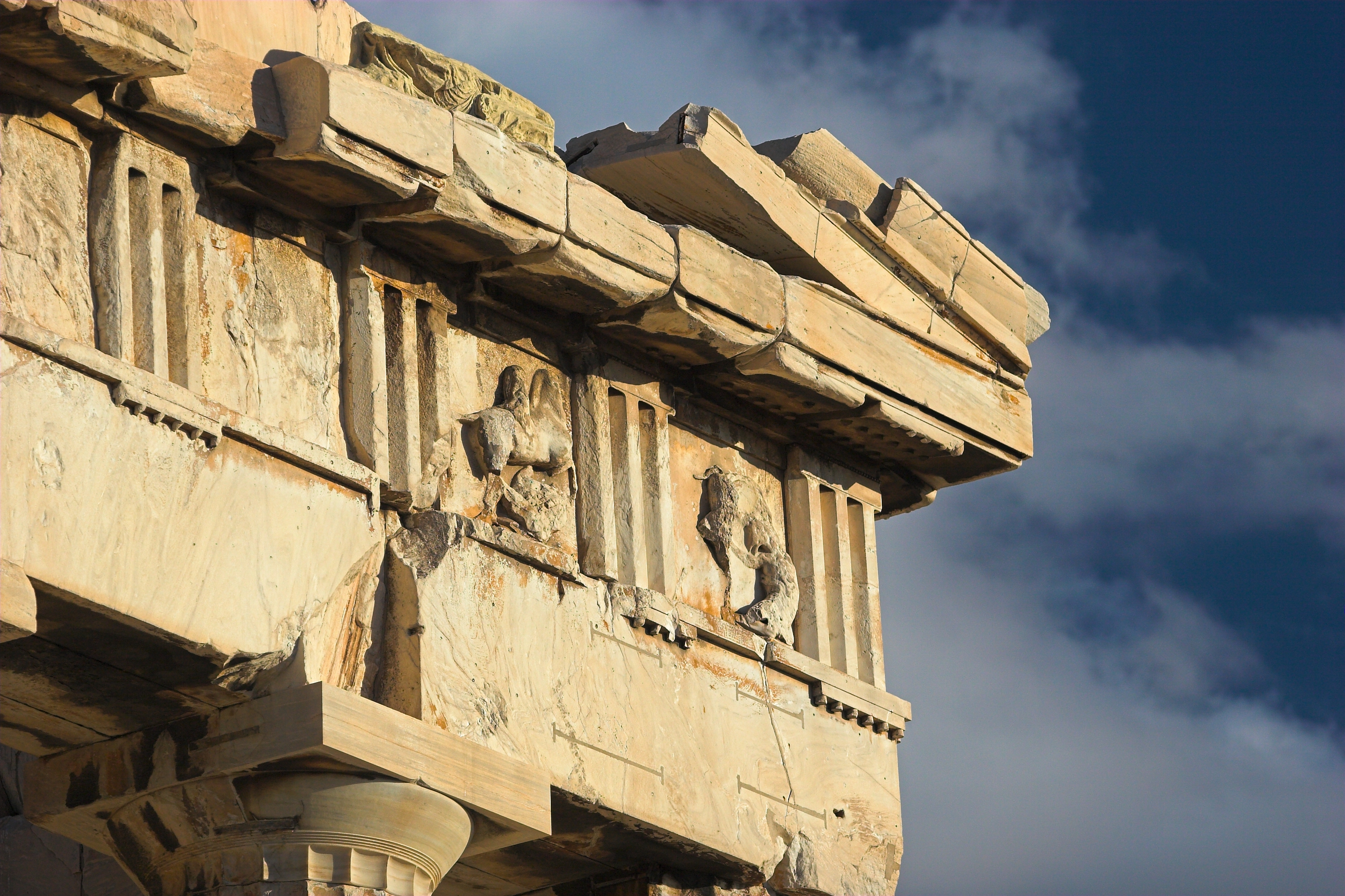
Gebälk des Parthenon, Athen
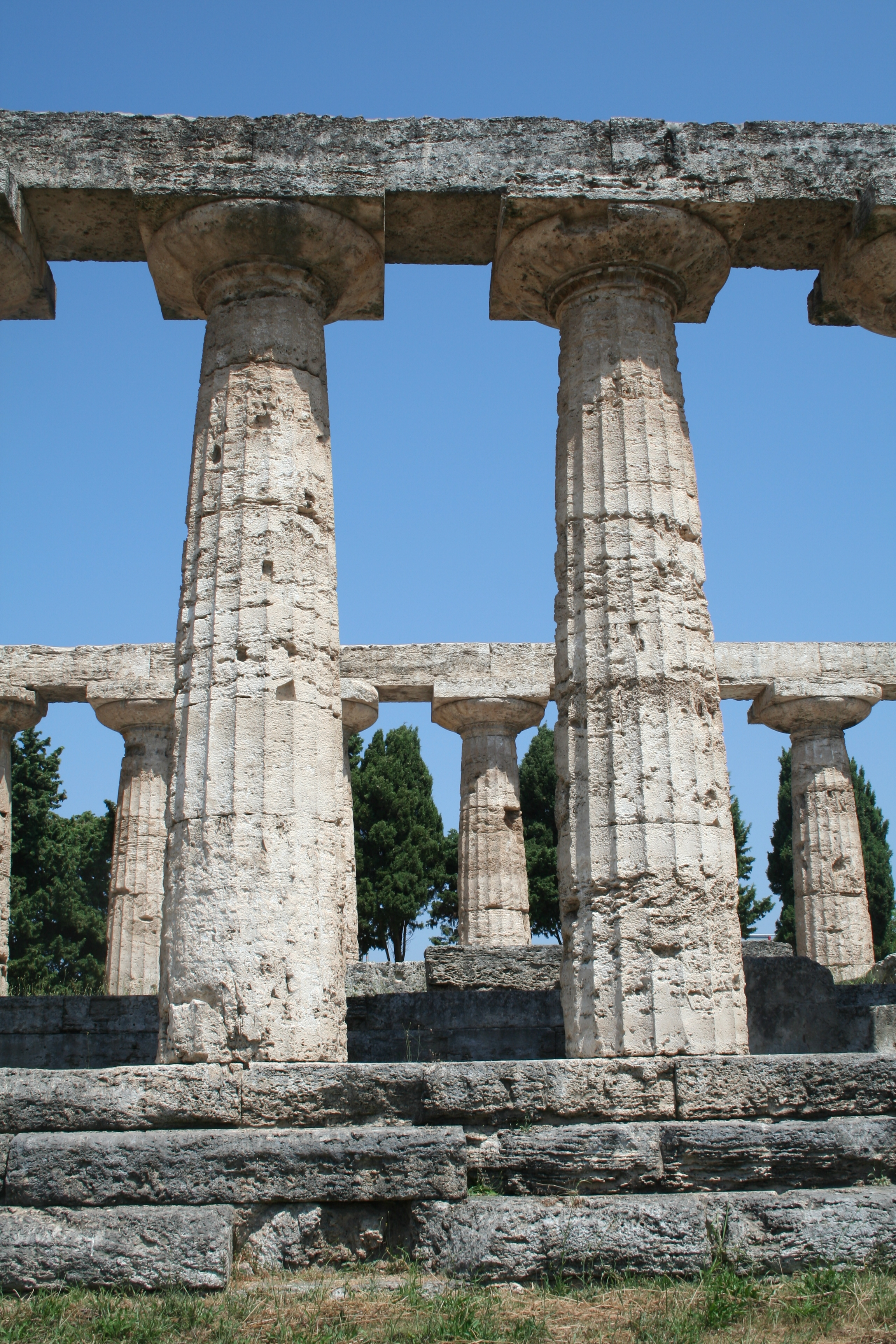
Dorische Säulen des Athene-Tempels in Paestum, Italien
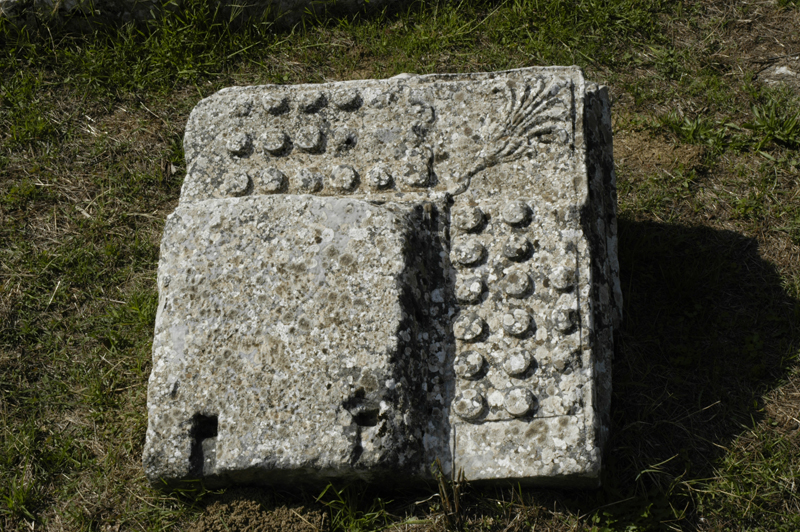
Geisonblock mit Mutulusplatten vom Tempel in Lykosoura

## Der dorische Eckkonflikt

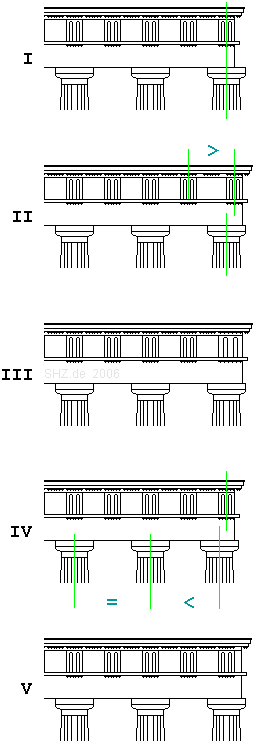
Der dorische Eckkonflikt

Der dorische Eckkonflikt (oder Triglyphenkonflikt) ergibt sich aus dem Gegensatz zwischen zwei Ordnungsprinzipien des Triglyphenfrieses. Einerseits sollte die Abfolge der Triglyphen mit der Abfolge der Säulen korrespondieren. Im Idealfall war so jeder Säulenachse und jedem Interkolumnium eine Triglyphe zugeordnet. Andererseits sollten die Ränder des Triglyphenfrieses mit einer Ecktriglyphe abschließen. Diese zwei Ordnungsprinzipien waren jedoch nur vereinbar, wenn Architrav, Triglyphe und Säule etwa dieselben Abmessungen besaßen. In der Anfangszeit des Tempelbaus dorischer Ordnung konnten beide Ordnungsprinzipien – wohl unter Verwendung einer Holzkonstruktion – ohne Konflikt eingehalten werden.
Mit dem Aufkommen der steinernen Tempelarchitektur nahm jedoch die Breite der Architrave und somit der tragenden Säulen zu. Unter der Maßgabe, die Triglyphen über der Säulenachse zu platzieren, hätte dies zur Folge gehabt, dass die Ecktriglyphe ein Stück weg vom Rand hin zur Tempelmitte gerutscht wäre (Abb. V). Den antiken Griechen war jedoch die Vorstellung, den Friesrand nicht mit einer Triglyphe zu verzieren, ausgesprochen zuwider. Die Säulen nach außen zu verschieben und somit gegenüber den Architraven vorstehen zu lassen (Abb. I), schied aus statischen Gründen ebenso aus. Daraus ergab sich, dass der Abstand zwischen der Ecktriglyphe und der folgenden Triglyphe größer war als die sonstigen Triglyphenabstände des Frieses.
Dieses Problem einer unharmonischen Ordnung des Triglyphenfrieses lösten die griechischen Baumeister auf unterschiedliche Weise. Die einfachste Lösung war, den so entstandenen Abstand zwischen den beiden ersten Triglyphen bestehen zu lassen und somit breitere Metopen an den Rändern des Triglyphenfrieses hinzunehmen (Abb. II). Ein anderer Ansatz bestand darin, die Ecktriglyphen derart zu verbreitern, dass alle Metopen des Frieses dieselben Abmessungen besaßen (Abb. III). Der häufigste Lösungsansatz, der dem Wunsch eines harmonischen Rhythmus von Triglyphen und Metopen im Fries nachkam, beruhte darauf, den Abstand der beiden äußeren Säulen zu verkürzen (Abb. IV). Diese Lösung des dorischen Eckkonfliktes wird als Eckkontraktion bezeichnet. Teilweise wurde die Eckkontraktion, um sie nicht zu beherrschend erscheinen zu lassen, über zwei Säulenjoche verteilt („doppelte Eckkontraktion“), was jedoch breitere Metopen an den Rändern zur Folge hatte.
Die verschiedenen Lösungsansätze wurden im ursprünglichen Verbreitungsgebiet der dorischen Ordnung unterschiedlich favorisiert. So bevorzugte man im griechischen Mutterland die Eckkontraktion, in Großgriechenland benutzte man zahlreiche verschiedene Lösungen: Verbreiterung der Eckmetopen oder der Ecktriglyphen, Veränderungen an Säulenabstand und Metopen. Teils kamen an Front- und Langseiten unterschiedliche Lösungen gleichzeitig zum Einsatz.